# Anastatus sirphidi
Anastatus sirphidi is een vliesvleugelig insect uit de familie Eupelmidae. De wetenschappelijke naam is voor het eerst geldig gepubliceerd in 1951 door Jean Risbec.